# Laurent Fénart
Laurent Fénart est un directeur de la photographie français, né le 17 septembre 
1969.

## Filmographie (partielle)
- 2005 : La Trahison de Philippe Faucon
- 2008 : Dans la vie de Philippe Faucon
- 2012 : Les Nouveaux Chiens de garde de Gilles Balbastre et Yannick Kergoat
- 2012 : La Désintégration de Philippe Faucon
- 2013 : Mes séances de lutte de Jacques Doillon
- 2015 : Fatima de Philippe Faucon
- 2018 : Amin de Philippe Faucon
- 2021 : La Petite femelle de Philippe Faucon